# Kamenná (district de Šumperk)
Pour les articles homonymes, voir Kamenná.
Kamenná (en allemand : Steine) est une commune du district de Šumperk, dans la région d'Olomouc, en République tchèque. Sa population s'élevait à 503 habitants en 2023.

## Géographie
Kamenná se trouve à 13 km au nord-est de Mohelnice, à 14 km au sud-sud-est de Šumperk, à 34 km au nord-ouest d'Olomouc et à 188 km à l'est-sud-est de Prague.

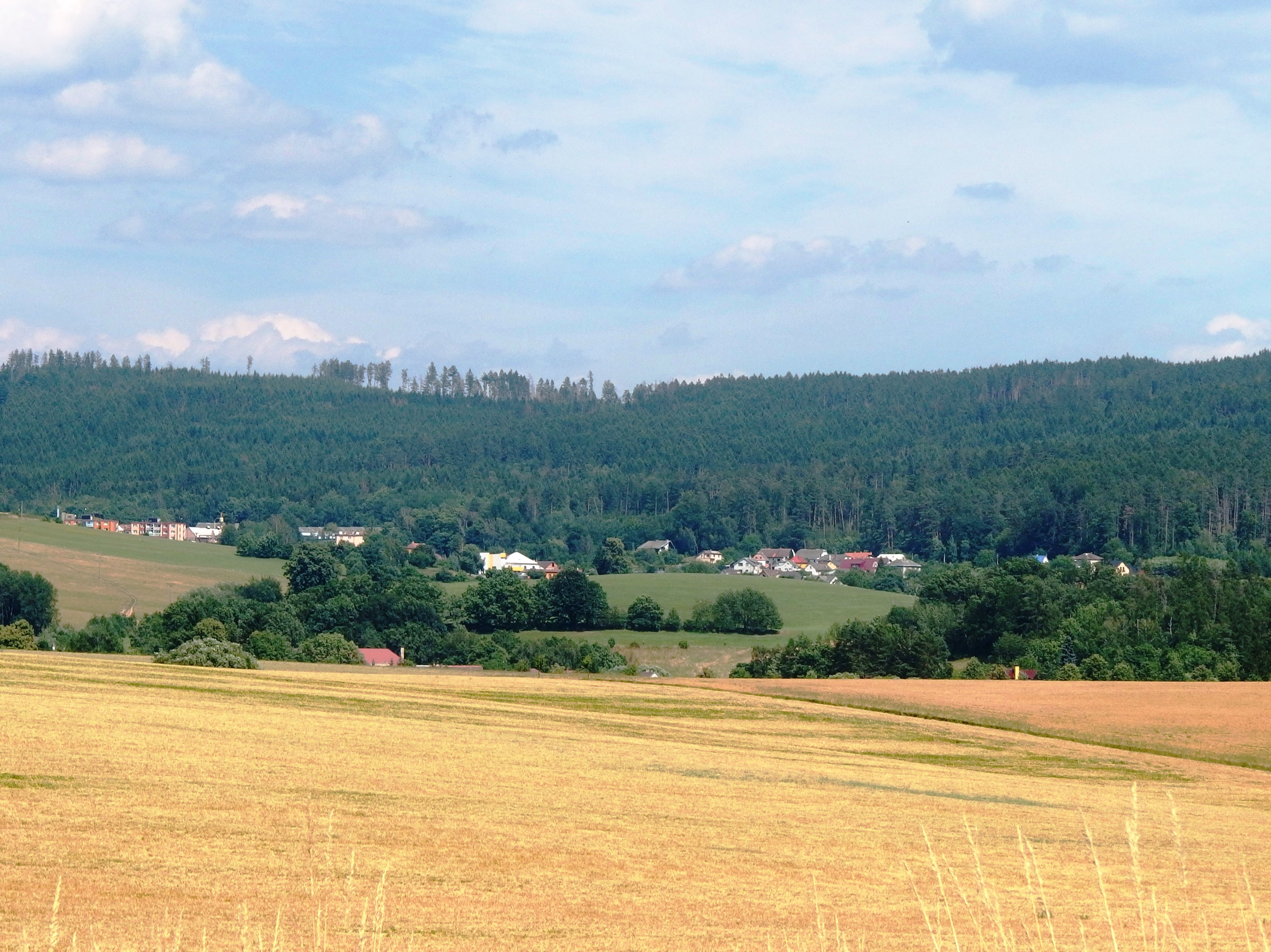
Panorama de Kamenná.

La commune est limitée par Rohle à l'ouest et au nord, par Libina et Nová Hradečná à l'est, et par Klopina au sud.

## Histoire
La première mention écrite de la localité date de 1385.

## Transports
Par la route, Kamenná se trouve à 16 km de Zábřeh, à 22 km de Šumperk, à 41 km d'Olomouc et à 228 km de Prague.